# Woodlawn (comté du Prince George, Maryland)
Pour les articles homonymes, voir Woodlawn.
Woodlawn est une census-designated place située dans le comté du Prince George, dans l’État du Maryland, aux États-Unis. Lors du recensement de 2020, elle comptait 7 541 habitants.